# Jan Beneš a spol., továrna na hospodářské stroje v Pražském Předměstí u Hradce Králové
Jan Beneš a spol., továrna hospodářských strojů v Pražském Předměstí byla firma, která se od roku 1903 zabývala výrobou zemědělských strojů.

## Historie
Tato továrna čp. 217 byla postavena v roce 1903 při pražské (kuklenské) silnici, tj. na Husově třídě u Fialových (dnes Sukových) sadů. Vedle ní roku 1910 postavil A. Žemla Hotel U České koruny. Vznik závodu měl za následek nejen zvýšení počtu obyvatel obce, ale i vzrůst poplatní síly.
Jak již z názvu vyplývá, sortiment továrny tvořily hospodářské stroje. Zejména šlo o secí stroje a patentní pluhy. Mnohé z těchto výrobků byly na různých výstavách a závodech oceněny nejvyššími cenami. Byly to např. nepřekonatelný secí stroj spodního výsevu Preciosa a patentní obracovací dvojradličný pluh Unikum. V roce 1906 závod vystavoval na Hospodářské výstavě v Praze.
Vedle vlastní výroby byly samozřejmé i dodávky strojů jiných výrobců, ať již z domova nebo ciziny (trieury - spirálové třídiče zrna, třídílný Cambridge válec, čtyřpolové brány osevní, luční brány na mech, třídílné brány kloubové systém Bacher a Scoular, vyorávače řepy s předkem, pluhy Sulky a Albion s předkem), ale také benzinových motorů.
1. července 1908 se firma stala veřejnou obchodní společností a o 13 dní později byla zapsána do obchodního rejstříku. Roku 1913 vystoupil z firmy Benešův společník Čeněk Dostál, v listopadu 1914 byl ustanoven dohled nad jejím obchodováním a v roce 1920 došlo k združstevnění továrny. K upsání byl nutný obnos (k převzetí a dalšímu provozování výroby) 2 000 000 Kč, rozdělený na 10 000 podílů po 200 Kč, a zápisné na každý podíl 10 K. Upisování prováděla od 1. září do 31. října 1920 Diskontní společnost v Hradci Králové, přičemž 500 podílů odkoupil dosavadní majitel.
Velká konkurence v oboru přinášela podniku potíže. Musel proto vydávat nemalé peníze do reklamy a prezentovat se na různých výstavách, např. 3. července – 2. srpna 1926 na Hospodářsko-průmyslové výstavě severovýchodních Čech v Jaroměři.
Závod byl stejně jako mnohé další postižen řadou nehod, např. 24. července 1928 se při práci smekl 20letý strojník Jaroslav Vejdělek a zranil se na levé ruce. Největším problémem však byla světová hospodářská krize, která byla po období 1. světové války druhou překážkou v slibném rozvoji továrny. Přesto byla v roce 1928 povolena stavba nového skladiště. V roce 1939 byli majiteli firmy Jan a Jaroslav Benešovi. O něco později zde byla výroba zastavena, někdy mezi lety 1939 a 1945, protože již po osvobození v areálu žádná výroba neprobíhala.
V roce 1946 zakoupil areál továrny Ústav pro zvelebování živností v Hradci Králové, který téhož roku poskytl učňovským školám velkou dvoranu v zakoupeném objektu, aby ji po přepažení mohly využívat jako dílny. V následujícím roce sám přesídlil do nových místností v této bývalé továrně.